# Staro Lanište
Staro Lanište (en serbe cyrillique : Старо Ланиште) est un village de Serbie situé sur le territoire de la ville de Jagodina, district de Pomoravlje. Au recensement de 2011, il comptait 452 habitants.
Staro Lanište est situé sur la route européenne E75.

## Démographie
| 1948 | 1953 | 1961 | 1971 | 1981 | 1991 | 2002 | 2011 |
| ---- | ---- | ---- | ---- | ---- | ---- | ---- | ---- |
| 780  | 823  | 769  | 674  | 629  | 607  | 560  | 452  |

|  |